# Luchapt
Luchapt [lyʃa] est une commune du Centre-Ouest de la France, située dans le département de la Vienne en région Nouvelle-Aquitaine.

## Géographie

### Localisation
La commune de Luchapt est située dans le sud-est du département de la Vienne. Elle est limitrophe du département de la Haute-Vienne.

### Communes limitrophes
|        | Mouterre-sur-Blourde |                                       |
| Millac | Luchapt              | Val-d'Oire-et-Gartempe (Haute-Vienne) |
|        | Asnières-sur-Blour   |                                       |

### Géologie et relief
Elle est établie sur un plateau ne dépassant pas les 229 m d’altitude.

### Climat
Pour des articles plus généraux, voir Climat de la Nouvelle-Aquitaine et Climat de la Vienne.
Historiquement, la commune est exposée à un climat océanique limousin.  
En 2020, Météo-France publie une typologie des climats de la France métropolitaine dans laquelle la commune est exposée à un climat océanique altéré et est dans la région climatique  Poitou-Charentes, caractérisée par un bon ensoleillement, particulièrement en été et des vents modérés.
Pour la période 1971-2000, la température annuelle moyenne est de 11,6 °C, avec une amplitude thermique annuelle de 14,9 °C. Le cumul annuel moyen de précipitations est de 898 mm, avec 12,6 jours de précipitations en janvier et 7,1 jours en juillet. Pour la période 1991-2020, la température moyenne annuelle observée sur la station météorologique la plus proche, située sur la commune du Vigeant à 11,52 km à vol d'oiseau, est de 0,0 °C et le cumul annuel moyen de précipitations est de 0,0 mm,. Pour l'avenir, les paramètres climatiques de la commune estimés pour 2050 selon différents scénarios d’émission de gaz à effet de serre sont consultables sur un site dédié publié par Météo-France en novembre 2022.

## Urbanisme

### Typologie
Au 1er janvier 2024, Luchapt est catégorisée commune rurale à habitat très dispersé, selon la nouvelle grille communale de densité à sept niveaux définie par l'Insee en 2022.
Elle est située hors unité urbaine et hors attraction des villes,.

### Occupation des sols
L'occupation des sols de la commune, telle qu'elle ressort de la base de données européenne d’occupation biophysique des sols Corine Land Cover (CLC), est marquée par l'importance des territoires agricoles (98,2 % en 2018), une proportion identique à celle de 1990 (98,2 %). La répartition détaillée en 2018 est la suivante : 
prairies (68,4 %), zones agricoles hétérogènes (21,3 %), terres arables (8,5 %), forêts (1,8 %). L'évolution de l’occupation des sols de la commune et de ses infrastructures peut être observée sur les différentes représentations cartographiques du territoire : la carte de Cassini (XVIIIe siècle), la carte d'état-major (1820-1866) et les cartes ou photos aériennes de l'IGN pour la période actuelle (1950 à aujourd'hui).

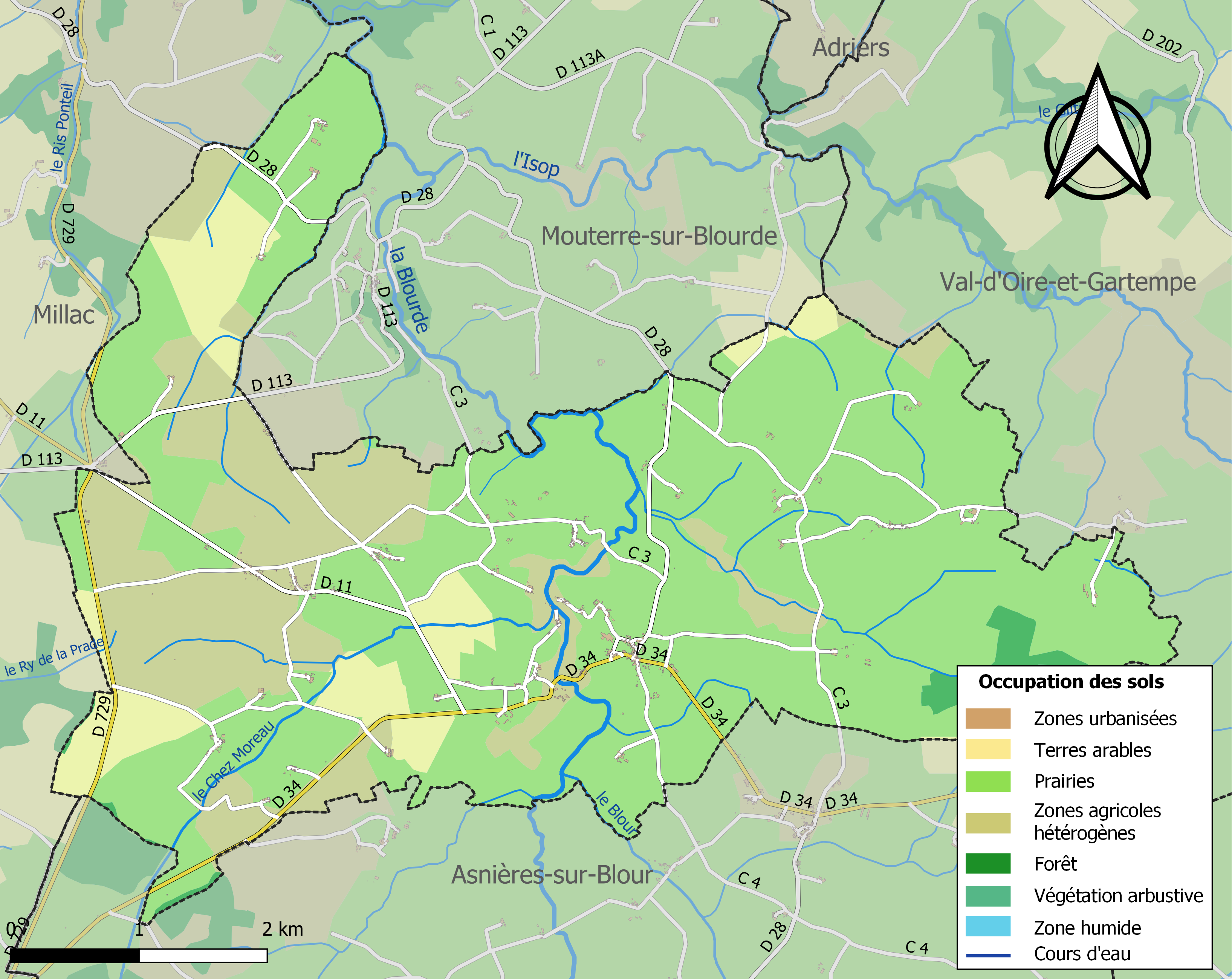
Carte des infrastructures et de l'occupation des sols de la commune en 2018 (CLC).

### Risques majeurs
Le territoire de la commune de Luchapt est vulnérable à différents aléas naturels : météorologiques (tempête, orage, neige, grand froid, canicule ou sécheresse), inondations, mouvements de terrains et séisme (sismicité faible). Il est également exposé à un risque technologique,  le transport de matières dangereuses, et à un risque particulier : le risque de radon. Un site publié par le BRGM permet d'évaluer simplement et rapidement les risques d'un bien localisé soit par son adresse soit par le numéro de sa parcelle.

#### Risques naturels
Certaines parties du territoire communal sont susceptibles d’être affectées par le risque d’inondation par débordement de cours d'eau, notamment la Blourde. La commune a été reconnue en état de catastrophe naturelle au titre des dommages causés par les inondations et coulées de boue survenues en 1982, 1999 et 2010,.

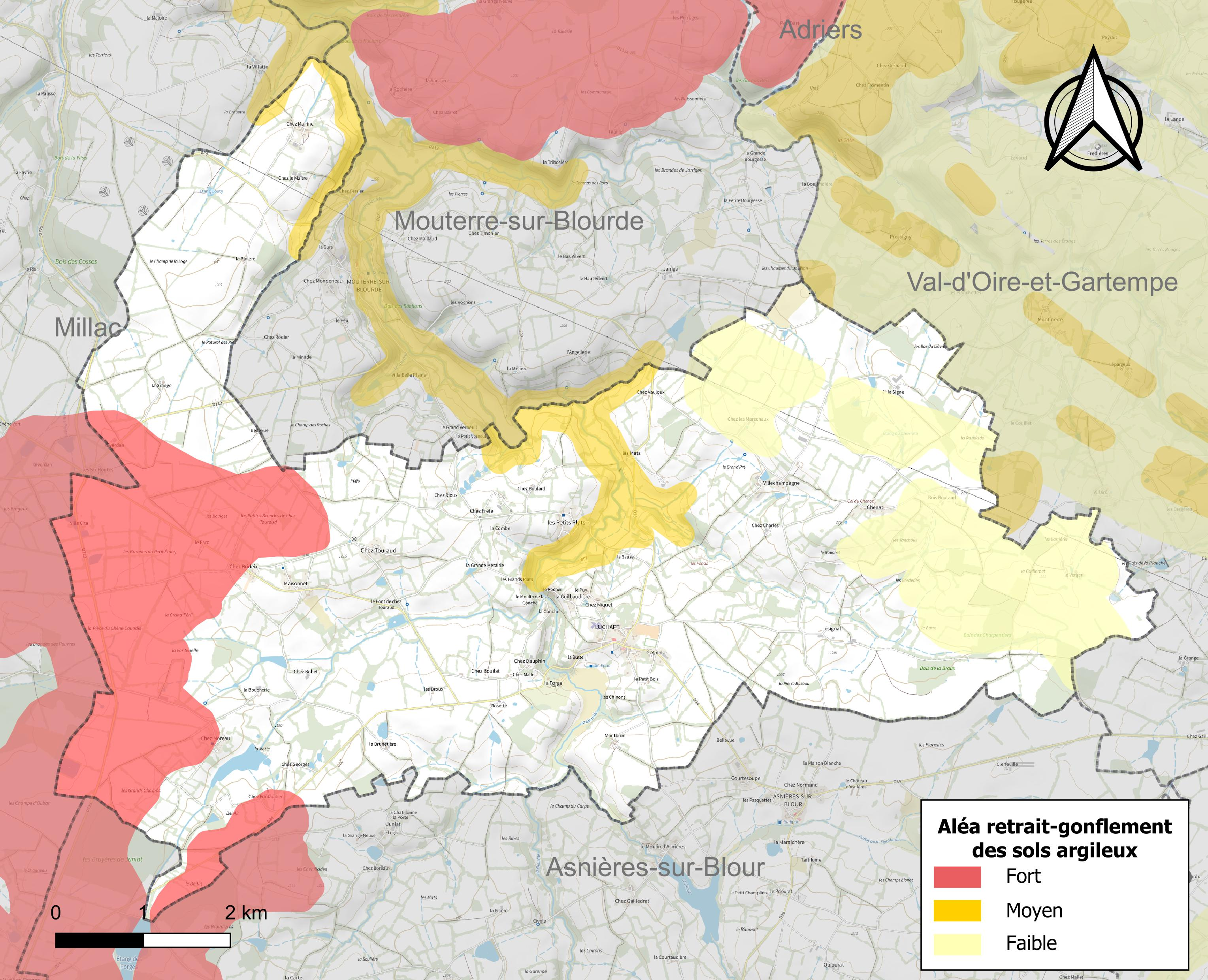
Carte des zones d'aléa retrait-gonflement des sols argileux de Luchapt.

Les mouvements de terrains susceptibles de se produire sur la commune sont des tassements différentiels. Le retrait-gonflement des sols argileux est susceptible d'engendrer des dommages importants aux bâtiments en cas d’alternance de périodes de sécheresse et de pluie. 19,9 % de la superficie communale est en aléa moyen ou fort (79,5 % au niveau départemental et 48,5 % au niveau national). Depuis le 1er octobre 2020, en application de la loi ÉLAN, différentes contraintes s'imposent aux vendeurs, maîtres d'ouvrages ou constructeurs de biens situés dans une zone classée en aléa moyen ou fort,.
La commune a été reconnue en état de catastrophe naturelle au titre des dommages causés par la sécheresse en 2016, 2018 et 2019 et par des mouvements de terrain en 1999 et 2010.

#### Risque particulier
Dans plusieurs parties du territoire national, le radon, accumulé dans certains logements ou autres locaux, peut constituer une source significative d’exposition de la population aux rayonnements ionisants. Selon la classification de 2018, la commune de Luchapt est classée en zone 3, à savoir zone à potentiel radon significatif.

## Toponymie
Le nom du village proviendrait de l’anthroponyme gallo-romain Lupius avec le suffixe latin de propriété "-acum", signifiant "domaine de Lupius".

## Histoire
Le nom de Luchapt vient du nom d'un homme latin Lupius, dérivé probablement de lupus, « loup », augmenté du suffixe -acum ; donc littéralement « le domaine de Lupius ».
La hache découverte à « Chez Moreau » prouve une occupation depuis l'âge du bronze d'autres objets de cette époque ont été fortuitement trouvés en surface sur la commune. Des silex taillés ont également été retrouvés en surface, toujours à "Chez Moreau" et vraisemblablement d'époque moustérienne. Une industrie néolithique (polissoir, meule, haches polies...) est également bien présente sur toute la commune. La formation du bourg est quant à elle due à la voie romaine sur l'axe Limoges-Poitiers.
Peu de traces subsistent du passé de Luchapt, sinon les curieuses douves entourant l'îlot du « puy » et, témoignages plus tardifs, les belles demeures reconstruites aux XVIIe et XVIIIe siècles pour les familles nobles à Montbron, La Signe et Villechampagne.
Luchapt accueille favorablement les avancées de la Révolution française. Elle plante ainsi son arbre de la liberté, symbole de la Révolution. Il devient le lieu de ralliement de toutes les fêtes et des principaux événements révolutionnaires, comme le brûlement des titres féodaux le 17 novembre 1793.
Le seigneur de Montbron investit son capital dans une forge, à la sortie du bourg, qui cesse son activité en 1866.

## Politique et administration

### Liste des maires
| Période   | Période            | Identité         | Étiquette | Qualité                    |
| --------- | ------------------ | ---------------- | --------- | -------------------------- |
| 1965      | réélu jusqu'en1989 | Pierre Renaud    | UDF - RPR | Entrepreneur de maçonnerie |
| mars 2001 | réélu en 2008      | Norbert Vergnaud | UMP       |                            |

### Instances judiciaires et administratives
La commune relève du tribunal d'instance de Poitiers, du tribunal de grande instance de Poitiers, de la cour d'appel  de Poitiers, du tribunal pour enfants de Poitiers, du conseil de prud'hommes de Poitiers, du tribunal de commerce de Poitiers, du tribunal administratif de Poitiers et de la cour administrative d'appel  de  Bordeaux,  du tribunal des pensions de Poitiers, du tribunal des affaires de la Sécurité sociale de la Vienne, de la cour d’assises de la Vienne.

### Services publics
Les réformes successives de La Poste  ont conduit à la fermeture de nombreux bureaux de poste ou à leur transformation en simple relais. Toutefois, la commune a pu maintenir le sien.

## Démographie
L'évolution du nombre d'habitants est connue à travers les recensements de la population effectués dans la commune depuis 1793. Pour les communes de moins de 10 000 habitants, une enquête de recensement portant sur toute la population est réalisée tous les cinq ans, les populations de référence des années intermédiaires étant quant à elles estimées par interpolation ou extrapolation. Pour la commune, le premier recensement exhaustif entrant dans le cadre du nouveau dispositif a été réalisé en 2005.

En 2022, la commune comptait 248 habitants, en évolution de −3,12 % par rapport à 2016 (Vienne : +0,6 %, France hors Mayotte : +2,11 %).
| 1793 | 1800 | 1806 | 1821 | 1831 | 1836 | 1841 | 1846 | 1851 |
| ---- | ---- | ---- | ---- | ---- | ---- | ---- | ---- | ---- |
| 640  | 634  | 679  | 836  | 890  | 894  | 852  | 916  | 882  |

| 1856 | 1861 | 1866 | 1872 | 1876  | 1881  | 1886 | 1891  | 1896  |
| ---- | ---- | ---- | ---- | ----- | ----- | ---- | ----- | ----- |
| 946  | 927  | 913  | 953  | 1 018 | 1 022 | 995  | 1 004 | 1 030 |

| 1901  | 1906  | 1911  | 1921 | 1926 | 1931 | 1936 | 1946 | 1954 |
| ----- | ----- | ----- | ---- | ---- | ---- | ---- | ---- | ---- |
| 1 023 | 1 010 | 1 006 | 951  | 819  | 794  | 781  | 754  | 679  |

| 1962 | 1968 | 1975 | 1982 | 1990 | 1999 | 2005 | 2006 | 2010 |
| ---- | ---- | ---- | ---- | ---- | ---- | ---- | ---- | ---- |
| 612  | 486  | 438  | 369  | 317  | 289  | 308  | 312  | 284  |

| 2015 | 2020 | 2022 | - | - | - | - | - | - |
| ---- | ---- | ---- | - | - | - | - | - | - |
| 263  | 251  | 248  | - | - | - | - | - | - |

En 2008, selon l’INSEE,  la densité de population de la commune était de 11 hab./km2, 61 hab./km2 pour le département, 68 hab./km2 pour la région Poitou-Charentes et 115 hab./km2 en France.

## Économie
Selon la direction régionale de l'Alimentation, de l'Agriculture et de la Forêt de Poitou-Charentes, il n'y a plus que 23 exploitations agricoles en 2010 contre 31 en 2000.
Les surfaces agricoles utilisées ont toutefois augmenté et sont passées de 2 501 hectares en 2000 à 2 614 hectares en 2010. Ces chiffres indiquent une concentration des terres sur un nombre plus faible d’exploitations. Cette tendance est conforme à l’évolution  constatée sur tout le département de la Vienne puisque de 2000 à 2007, chaque exploitation a gagné en moyenne 20 hectares.
17 % des surfaces agricoles sont destinées à la culture des céréales (blé tendre essentiellement mais aussi orges et maïs), 4 % pour les oléagineux (tournesol), 49 % pour le fourrage et 26 % restent en herbes.
Sept exploitations en 2010 (contre cinq en 2000) abritent un petit élevage de bovins (801 têtes en 2010 contre 245 têtes en 2000). 28 exploitations en 2010 (contre 17 en 2000) abritent un élevage important d'ovins (9 312 têtes en 2010 contre 14 720 têtes en 2000). C'est un des élevages importants du département de la Vienne dont, en 2011, le nombre de têtes était de 214 300 têtes. Cette évolution est conforme à la tendance globale du département de la Vienne. En effet, le troupeau d’ovins, exclusivement destiné à la production de viande, a diminué de 43,7 % de 1990 à 2007. L'élevage de volailles a disparu au cours de cette décennie (494 têtes pour 16 fermes en 2000).

## Culture locale et patrimoine

### Lieux et monuments
- L'église Saint-Hilaire. Elle est inscrite à l'Inventaire général du patrimoine culturel[32].
- La vallée des Cerfs (une ferme d’élevage, ouverte au public).

### Équipement culturel
- Musée du cheval de trait.
- "Art et Avenir" les Grands Plats (art contemporain, petit musée "l'art du paléolithique au monde romain") visite sur rendez-vous.

### Articles de Wikipédia
- Liste des communes de la Vienne
- Anciennes communes de la Vienne